# Vladimír Helfert
Vladimír Helfert, né le 24 mars 1886 à Plánice et mort le 18 mars 1945 à Prague, est un musicologue tchécoslovaque de l'entre-deux-guerres.

## Biographie
Bien que le début de sa carrière de critique musical ait été assombri par l'influence négative de son professeur, Zdeněk Nejedlý, avec qui il a étudié à l'université Charles. Après avoir accepté en 1922 un poste de professeur de musicologie à l'université Masaryk de Brno, il est allé à l'encontre des enseignements de Nejedlý et a défendu la musique de Leoš Janáček.
Son plus grand ouvrage, Česká moderní hudba.Studie o české hudební tvořivosti (Musique Moderne Tchèque : Une étude de la créativité musicale tchèque, 1936), a fait l'objet d'attaques publiques de la part de Nejedlý et de ses derniers partisans. Pendant l'occupation nazie, Helfert s'engage dans le parti communiste tchécoslovaque clandestin et est arrêté pour activités de résistance.
Il est interné par la Gestapo au château de Špilberk à Brno en 1939, puis à Wrocław jusqu'en 1942. Après une convalescence, il est à nouveau arrêté en 1944 et détenu à la prison de Pankrác à Prague, puis au camp de concentration de Theresienstadt : sa santé n'a pas survécu au voyage de retour à Prague après la libération.